# 緑のハインリヒ
『緑のハインリヒ』（みどりのハインリヒ、独：Der grüne Heinrich）は、ゴットフリート・ケラーの長編小説。1854年から1855年に4巻本で発表、のち1879年から1880年に全面的な改稿を経て再刊された。自伝的色彩の濃い作品であり、19世紀教養小説の代表作として知られる。

## あらすじ
主人公ハインリヒ・レーはスイスの建築家の息子で、幼い頃に父を亡くし母一人子一人で育つ。父の緑色の服の仕立て直しばかり着ていたため、「緑のハインリヒ」のあだ名で呼ばれた。豊かな感受性を持っていた彼は14歳のとき、空想癖が原因で騒動の首謀者という濡れ衣を着せられて放校される。叔父の家に預けられた彼は、独学のうちに絵の才能に目覚めて風景画家を志すようになるが、自身の資質に迷い、また同い年の娘アンナ、美しい未亡人ユーディトへの愛に対しても一歩を踏み出すことができない。やがて本格的な画家修業のためにミュンヘンに出るものの、成功を手に入れられないまま学資がつき志望を断念、失意と貧困のうちに故郷にもどると、母は困窮のうちに死去している。旧版ではここからハインリヒが自責の念に駆られ、母の後を追うようにして絶望のうちに死んでいくが、新版では母の死に目に間に合い、ハインリヒはそれから公職につき静かな人生を送る。

## 背景
ケラーが『緑のハインリヒ』の構想を最初に抱いたのは1842年から1843年にかけての冬であったようであるが、実際に執筆に着手したのは1846年のことである。構想の当初は少年時代の回想にはさほど重きが置かれていなかったが、この間にフォイエルバッハの唯物論的人間学に触れて影響を受けたことによって、少年時代からの成長物語が前面に押し出され、瞑想的な傾向に変わって心理的・写実的な傾向を強く帯びることとなった。画業に対する挫折、成功しなかった恋愛体験など、内容はケラーの実人生を強く反映したものとなっている。初版の絶望的な結末も作者の当時の心理状態を反映したものである。作品は困窮の中、出版社から事実上の前借りをしながら書き進められた。
芸術家小説、ことに天才の挫折というテーマに関わるの本作品の着想についてはバルザックの『知られざる傑作』や『絶対の探求』からの影響も指摘されている。加えてケラーはジャン・パウルを私淑しており、初版の作品構成はジャン・パウルが『美学入門』で説いている「読者にまず成長過程の転換点に立っている主人公を示す」という技法に沿い、結末に近い部分が書き出しに置かれていた。また先行する教養小説『ヴィルヘルム・マイスターの修業時代』とのモチーフ等の共通性も多い。
1870年代になって、文学史家ヘルマン・ヘットナーや評論家エミール・クーらによって勧められたこともあって改作が進められ、ケラーが州政府の書記職を15年間務めたのちになって改稿版が書き上げられた。この改稿によって悲劇的な結末は変更されて、主人公が社会的貢献に目覚め実直な生活を送る結末に改められ、文体も三人称から一人称になり、ロマン主義のテクニックであった詩を小説内に組み入れる技法も最低限に絞られた。結末部を発端に置くジャン・パウル的な構成技法は最後まで残っていたが、シュトルムの説得によってこれも改められ、最終的に少年時代から主人公の成長を追う形式にして改稿版が出来上がった。

## 映像化作品
1993年、スイス、フランス、ドイツの三か国共同制作、トーマス・ケーファー監督により映画化された(日本未公開）。